# Araburg (zřícenina hradu)
Araburg je zřícenina hradu na Arabergu v jižní části Dolních Rakous, v okrese Lilienfeld.
Hrad je postavený v nadmořské výšce 800 metrů u Kaumbergu v Triestingtalu.
Název hradu „Orlí hrad“ je odvozen od rodu Araburgerů.

## Historie
Hrad byl postavený ve 12. století a až po 17. století byl rozšířený. Během prvního obléhání Vídně Turky v roce 1529 byl útočištěm mnoha obyvatel. Také během náboženských válek mezi římsko-katolíky a protestanty sehrál důležitou roli a tak měl mnoho majitelů, např. Ruckendorfferů. Od roku 1625 byl ve vlastnictví kláštera Lilienfeld. Během druhého tureckého obléhání Vídně v roce 1683 byl zcela zničený a od té doby je už jen ruinou.
V šedesátých letech 20. století byla zřícenina opravena poté, jak byla během druhé světové války poničená.

## Současnost
Zřícenina je dosažitelná pouze pěšky, ale pro vyhlídku je přebudovaná hradní věž a je oblíbeným místem výletů do Vídeňského lesa. Z vyhlídky je možný rozhled na Schneeberg a do dalekého předhoří Alp. Hradní prostředí a pořádané letní hry doplňují nabídku pro návštěvníky. Dále je také možnost na hradě přenocovat.